# Sagartia carcinophila
Sagartia carcinophila is een zeeanemonensoort uit de familie Sagartiidae. De anemoon komt uit het geslacht Sagartia. Sagartia carcinophila werd in 1869 voor het eerst wetenschappelijk beschreven door Verrill. 